# Lili Ivanova
Pour les articles homonymes, voir Ivanova.
Lilyana Ivanova Petrova (en bulgare : Лиляна Иванова Петрова), connue professionnellement comme Lili Ivanova (Лили Иванова), née le 24 avril 1939 à Koubrat (Bulgarie), est une chanteuse bulgare. 
En hommage à sa contribution à la culture de son pays, elle est souvent appelée « la Prima de la musique populaire bulgare ».